# Macrodactylus virens
Macrodactylus virens är en skalbaggsart som beskrevs av Bates 1887. Macrodactylus virens ingår i släktet Macrodactylus och familjen Melolonthidae. Inga underarter finns listade i Catalogue of Life.